# Marigny (Allier)
Marigny é uma comuna francesa na região administrativa de Auvérnia-Ródano-Alpes, no departamento Allier. Estende-se por uma área de 17 km². Em 2010 a comuna tinha 210 habitantes (densidade: 12,4 hab./km²).